# Trichinopus puncticollis
Trichinopus puncticollis är en skalbaggsart som beskrevs av Frey 1963. Trichinopus puncticollis ingår i släktet Trichinopus och familjen Melolonthidae. Inga underarter finns listade i Catalogue of Life.